# Satoshi Hida
Satoshi Hida (飛弾 暁 Hida Satoshi?, nacido el 18 de abril de 1984 en Matsusaka) es un exfutbolista japonés. Jugaba de centrocampista y su último club fue el Zweigen Kanazawa de Japón.

## Trayectoria

### Clubes
| Club                     | País  | Año         |
| ------------------------ | ----- | ----------- |
| Kawasaki Frontale        | Japón | 2003 - 2007 |
| Vegalta Sendai           | Japón | 2008 - 2009 |
| Albirex Niigata Singapur | Japón | 2010        |
| Zweigen Kanazawa         | Japón | 2011 - 2012 |

## Palmarés

### Títulos nacionales
| Título    | Club              | País  | Año  |
| --------- | ----------------- | ----- | ---- |
| J2 League | Kawasaki Frontale | Japón | 2004 |
| J2 League | Vegalta Sendai    | Japón | 2009 |